# مزرعه لنگون
مزرعه لنگون روستایی در دهستان شاپورآباد بخش حبیب‌آباد شهرستان برخوار استان اصفهان ایران است.

## جمعیت
بر پایه سرشماری عمومی نفوس و مسکن در سال ۱۳۹۵ جمعیت این مکان ۷ نفر (۴خانوار) بوده‌است.